# Eichenberg (Vorarlberg)
Eichenberg ist eine Gemeinde in Österreich in Vorarlberg im Bezirk Bregenz mit 419 Einwohnern (Stand 1. Jänner 2024).

## Geografie
Eichenberg liegt in Vorarlberg, im Bezirk Bregenz östlich des Bodensees, am Hang des Pfänderstocks. 60,7 % der Fläche sind bewaldet.
Der Hochberg ist mit 1069 Metern die höchste Erhebung im Gemeindegebiet. Er ist damit noch fünf Meter höher als der nahe gelegene Pfänder, der als Hausberg von Bregenz von touristischer Bedeutung ist.
Durch das Wirtatobel, ein Wald- und Weidegebiet am Osthang des Pfänders, verläuft eine bekannte Waldstraße, die sogenannte Wirtatobelstraße. Sie verbindet das nördliche Ende der Fluherstraße (Bregenz/Fluh) mit dem Tröger Stüble am Eichenberg.
Eichenberg ist die flächenmäßig größte Gemeinde in der Region Leiblachtal und schließt zahlreiche Ortsteile mit ein (z. B. Jungholz, Lutzenreute, Niederholz, Schüssellehen). Dazu kommen verstreut liegende Einzelgehöfte. Es existieren jedoch keine weiteren Katastralgemeinden in Eichenberg.

### Nachbargemeinden
Die Gemeinde Eichenberg hat eine gemeinsame Gemeindegrenze mit vier anderen Vorarlberger Gemeinden, die ebenso wie Eichenberg alle im politischen Bezirk Bregenz liegen. Nur knapp grenzt Eichenberg – im äußersten Süden des Gemeindegebiets – nicht an die Landeshauptstadt Bregenz. Eine flächenmäßig sehr kleine Ausbuchtung des Lochauer Gemeindegebiets verhindert ein Zusammentreffen der Eichenberger und der Bregenzer Gemeindegrenzen.
| Hörbranz |                                             | Möggers            |
|          | Kompassrose, die auf Nachbargemeinden zeigt |                    |
| Lochau   |                                             | Langen bei Bregenz |

## Geschichte
Der Ort wurde 1320 unter der Bezeichnung „Aichberg“ erstmals urkundlich erwähnt. Die Ortsbezeichnung ist offensichtlich von den Eichenwäldern abgeleitet, in denen im Laufe des Mittelalters durch Rodungen die ersten Einzelhöfe entstanden. Bis 1523 gehörte das Gebiet den im württembergischen Tettnang ansässigen Montfortern, die danach ihren Besitz an die Habsburger veräußerten. Nördlich und südlich des Ortes führten seit dem 15. Jahrhundert die Obere und Untere Salzstraße vorbei, die Einwohner lebten jedoch lange Zeit sehr abgeschieden. Administrativ gehörte Eichenberg zunächst zum nördlich gelegenen Möggers und war kirchlich der Pfarrei Bregenz zugeordnet. Nachdem 1839 die dem hl. Bernhard geweihte Pfarrkirche nach dreijähriger Bauzeit fertiggestellt war, wurde Eichenberg am 5. Juni 1873 zur eigenständigen Pfarrei erhoben.
Nach der Niederlage Österreichs gegen Napoleon kam Eichenberg von 1805 bis 1814 zusammen mit Vorarlberg zu Bayern. Durch ein Gesetz der Vorarlberger Landesregierung vom 23. Dezember 1921 erhielt Eichenberg mit Wirkung vom 5. April 1922 den Status einer selbständigen Gemeinde. Die Selbständigkeit ging zwischenzeitlich während der Zeit des Anschlusses Österreichs an das nationalsozialistische Deutschland von 1938 bis 1946 durch die Eingemeindung nach Bregenz verloren. Von 1945 bis 1955 lag Eichenberg in der französischen Besatzungszone.
Als einer der ältesten Käsehersteller in Vorarlberg wurde 1902 die Sennerei Lutzenreute gegründet, die als Genossenschaft noch heute besteht. Von 1914 bis zur Ablöse durch die Vorarlberger Kraftwerke war ein Elektrizitätswerk im Ortsteil Hinteregg in Betrieb. Neben der Parzelle Hinteregg wurden die Parzellen Möschen und Jungholz versorgt. 1921 folgte im Ortsteil Lutzenreute das zweite Kraftwerk, welches auch die Höfe in Lehen, Unterfluh und Schüssellehen versorgte. Beide Kraftwerke wurden in den 1930er-Jahren durch den Anschluss der Ortsteile an das reguläre Stromnetz abgelöst. Das Dorfzentrum wurde 1922 an das Netz der Vorarlberger Kraftwerke angeschlossen. 1925 wurde das erste Telefon im Gasthof Krone installiert. Im Jahr 1931 erfolgte die Gründung der Eichenberger Freiwilligen Feuerwehr mit 38 Gründungsmitgliedern. 1959 wurde mit dem Bau eines neuen Schulhauses begonnen, 1990 wurde die Ortsdurchfahrt attraktiv umgestaltet, und 1997 wurde ein neues Mehrzweckgebäude der Gemeinde in Betrieb genommen.

## Kultur und Sehenswürdigkeiten

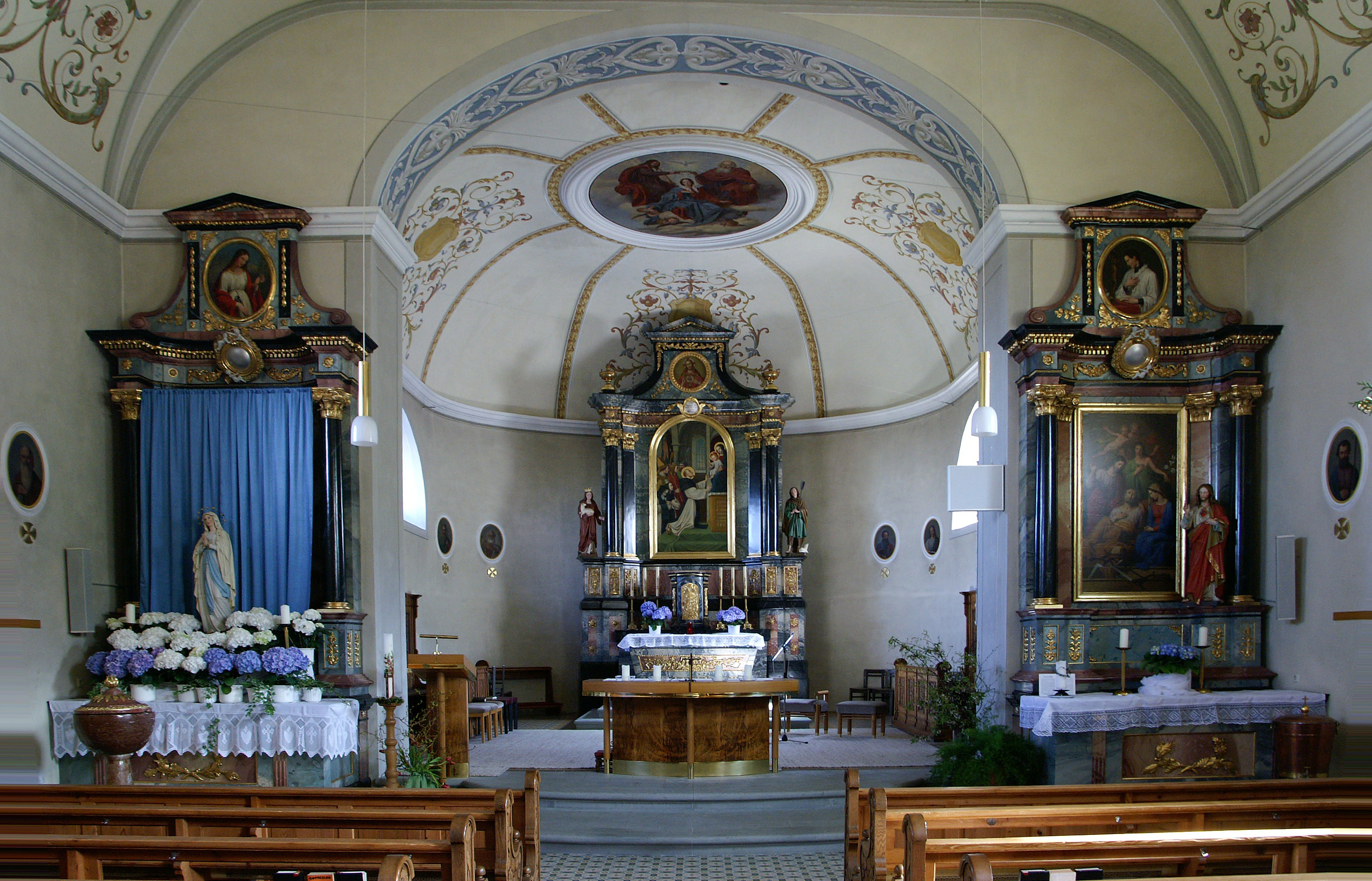
Hochalter und Seitenaltäre der Pfarrkirche St. Bernhard

### Bauwerke
- Ruine der Ruggburg
- Katholische Pfarrkirche Eichenberg
- Kapelle St. Michael

### Kulinarische Spezialitäten
Bekannt ist Eichenberg durch den Käsewanderweg über den Rücken des Pfänders (Hausberg von Bregenz). Die Sennereien in Lutzenreute und Jungholz bieten Bergkäse an. Der Käsermeister in Lutzenreute wurde bereits mehrfach bei der Käseolympiade mit Goldmedaillen ausgezeichnet.

## Wirtschaft und Infrastruktur
Bis in das 20. Jahrhundert hinein lebten die Einwohner von Eichenberg hauptsächlich von der Landwirtschaft. Doch schon um 1840 warben mehrere Gasthöfe um Übernachtungsgäste. Im „Vorarlberger Gaststättenverzeichnis“ von 1929 werden vier Gasthöfe mit Fremdenzimmern in Eichenberg aufgeführt. Nach dem Zweiten Weltkrieg nahm der Fremdenverkehr schnell an Bedeutung zu. Seit den 1990er-Jahren verzeichnen vier Hotels, mehrere Pensionen und Ferienwohnungen jährlich um 17.000 Übernachtungen. Neben dem Gastgewerbe sind holzverarbeitende Betriebe, zwei Sennereien, eine Metzgerei und eine Autowerkstatt tätig.

### Verkehr

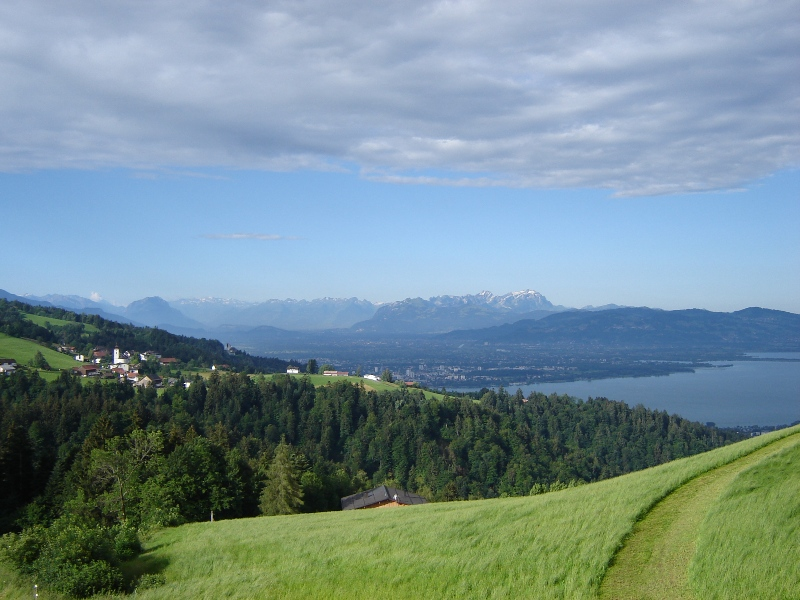
Eichenberg über dem Bodensee

Bis in das 19. Jahrhundert hinein war der nächstgrößere Ort Lochau am Bodenseeufer nur durch einen Hohlweg erreichbar. Erst 1894 und 1895 wurde mit dem Bau zweier befestigter Straßen nach Hörbranz und Lochau begonnen, die jedoch streckenweise so steil waren, dass sie schwer beladene Fuhrwerke kaum bewältigen konnten.
Erstmals wurde 1934 mit dem Bau einer befestigten Straße zwischen dem Dorfzentrum und dem Ortsteil Lutzenreute, bei dem auf vier Kilometern ein Höhenunterschied von 74 Metern überwunden werden musste, begonnen. Bedingt durch eine Unterbrechung der Bauarbeiten während des Zweiten Weltkrieges konnte die Straße erst 1955 fertiggestellt werden. Sie ist seit 1978 Teil der 2007 fertiggestellten Landesstraße 11, die nach Lochau führt.
Eichenberg ist heute über die Landesstraße 11 von Lochau und über die L 9 von Scheidegg (Deutschland) zu erreichen. Die nächsten Autobahnanschlussstellen sind Hörbranz-Lochau und Lindau (Deutschland) an der Autobahn München – Bregenz (A 96 / A 14). Von Lochau aus verkehrt die Buslinie Nr. 12 (Scheidegg-Lindau) im Zwei-Stunden-Takt.

## Politik

### Gemeindevertretung
In Vorarlberg wählen die Bürger alle fünf Jahre die Mitglieder der Gemeindevertretung durch Ankreuzen eines Listen-Wahlvorschlages bzw. durch Mehrheitswahl wenn kein Listenvorschlag vorliegt. Weiters den Bürgermeister durch Ankreuzen eines Wahlvorschlages.
Die Gemeindevertretung wählt in der konstituierenden Sitzung aus ihrer Mitte – sofern keine Wahl durch die Bürger zustande kam – gemäß § 61 Gemeindegesetz einen Bürgermeister und dann einen mindestens dreiköpfigen Gemeindevorstand. Die Zahl dieser „Gemeinderäte“ darf aber gemäß § 55 den vierten Teil der Zahl der Gemeindevertreter nicht übersteigen.
Der Bürgermeister führt den Vorsitz bei den generell öffentlichen Sitzungen der Gemeindevertretung, in denen kommunale Belange besprochen und Beschlüsse gefasst werden. Beobachter haben kein Mitspracherecht und kein Stimmrecht. Die Gemeindevertretung kann nach Bedarf Ausschüsse bestellen. Sitzungen des Gemeindevorstandes und der Ausschüsse sind nicht öffentlich.

#### Sitzverteilung nach den Wahlen
- Gemeindevertretungswahlen 1985: Unabh. Ortsliste 9.[6]
- Gemeindevertretungswahlen 1990: Unabh. Wählerliste 9.[7]
- Gemeindevertretungswahlen 1995: Parteiunabhäng. Bürgerliste Eichenberg 9.[8]
- Gemeindevertretungswahlen 2000: Parteiunabhängige Bürgerliste Eichenberg 9.[9]
- Gemeindevertretungswahlen 2005: Parteiunabhängige Bürgerliste Eichenberg 9.[10]
- Gemeindevertretungswahlen 2010: Parteiunabhängige Bürgerliste Eichenberg 9.[11]
- Gemeindevertretungswahlen 2015: Parteiunabhängige Bürgerliste Eichenberg 9.[12]
- Gemeindevertretungswahlen 2020: Parteiunabhängige Bürgerliste Eichenberg 9.[13]
- Gemeindevertretungswahlen 2025: Parteiunabhängige Bürgerliste Eichenberg 9.[14]

### Bürgermeister
- 1922–1929 Adolf Dürr (Gemeindevorsteher) Anmerkung 1

…
- 1945–1950 Kaspar Degasper[15]
- 1950–1955 Alfons Fessler[15]
- 1955–1965 Josef Mager[15]
- 1965–1983 Josef Degasper[15]  Anmerkung 2
- 1983–1985 Edmund Kienreich[15]
- 1985–2010 Hermann Gmeiner[15]
- 2010–2015 Alfons Rädler[16][17]
- 2015–2023 Josef Degasper[18]  Anmerkung 2
- seit 28. September 2023 Nico Flachsenberger[18]

Anmerkung 1 Die Amtsbezeichnung Bürgermeister wurde erst 1935 eingeführt. Adolf Dürr übte sein Amt des Gemeindevorstehers von seinem drei Kilometer vom Ortskern entfernten Hof im Ortsteil Lehen aus.
Anmerkung 2 Josef Degasper (2015–2023) ist Sohn von Josef Degasper (1965–1983).

### Wappen
Das Gemeindewappen wurde Eichenberg durch eine Urkunde der Vorarlberger Landesregierung vom 23. September 1969 verliehen. Es wird in der Urkunde wie folgt beschrieben: „In Schwarz über silbernem Dreiberg ein silberner Eichenzweig mit vier Blättern und drei goldenen Eicheln.“
Der Entwurf stammt von dem Schrunser Künstler und Heraldiker Konrad Honold, der damit ein „redendes“ Wappen schuf.